# Championnat d'Irlande du Nord de football 1991-1992
Navigation
Édition précédente Édition suivante
Le 90e Championnat d'Irlande du Nord de football se déroule en 1991-1992. Glentoran FC remporte son dix-neuvième titre de champion d’Irlande du Nord avec douze points d’avance sur le deuxième Portadown FC. Linfield FC, complète le podium.  
Aucun système de promotion/relégation n’est mis en place. 
Avec 18 buts marqués chacun,  Stephen McBride  de Glenavon FC et Harry McCourt d’Omagh Town remportent ex æquo le titre de meilleur buteur de la compétition.

## Les 16 clubs participants
| Club                              | Stade                 | Capacité | Ville         |
| --------------------------------- | --------------------- | -------- | ------------- |
| Ards FC                           | Castlereagh Park      | 8 000    | Newtownards   |
| Ballyclare Comrades Football Club | Dixon Park            | 4 000    | Ballyclare    |
| Ballymena United                  | The Showgrounds       | 7 500    | Ballymena     |
| Bangor FC                         | Clandeboye Park       | 4 000    | Bangor        |
| Carrick Rangers                   | Taylor's Avenue       | 6 000    | Carrickfergus |
| Cliftonville FC                   | Solitude              | 7 200    | Belfast       |
| Coleraine FC                      | The Showgrounds       | 6 600    | Coleraine     |
| Crusaders FC                      | Seaview               | 9 100    | Belfast       |
| Distillery FC                     | New Grosvenor Stadium | 8 000    | Lisburn       |
| Glenavon FC                       | Mourneview Park       | 7 300    | Lurgan        |
| Glentoran FC                      | The Oval              | 14 100   | Belfast       |
| Larne FC                          | Inver Park            | 6 000    | Drumahoe      |
| Linfield FC                       | Windsor Park          | 20 500   | Belfast       |
| Newry Town                        | The Showgrounds       | 6 500    | Newry         |
| Omagh Town Football Club          | St. Julian's Road     | 5 000    | Omagh         |
| Portadown FC                      | Shamrock Park         | 5 800    | Portadown     |

## Compétition

### Classement
Le classement est établi sur le barème de points classique (victoire à 3 points, match nul à 1, défaite à 0).
| Rang | Équipe              | Pts | J  | G  | N  | P  | Bp | Bc | Diff |
| ---- | ------------------- | --- | -- | -- | -- | -- | -- | -- | ---- |
| 1    | Glentoran FC        | 77  | 30 | 24 | 5  | 1  | 78 | 26 | +52  |
| 2    | Portadown FC T      | 65  | 30 | 21 | 2  | 7  | 59 | 19 | +40  |
| 3    | Linfield FC         | 60  | 30 | 17 | 9  | 4  | 58 | 23 | +35  |
| 4    | Larne FC            | 55  | 30 | 16 | 7  | 7  | 54 | 31 | +23  |
| 5    | Glenavon FC C       | 52  | 30 | 16 | 4  | 10 | 54 | 36 | +18  |
| 6    | Crusaders FC        | 47  | 30 | 14 | 5  | 11 | 55 | 37 | +18  |
| 7    | Ards FC             | 41  | 30 | 10 | 11 | 9  | 50 | 46 | +4   |
| 8    | Omagh Town          | 36  | 30 | 10 | 6  | 14 | 52 | 58 | -6   |
| 9    | Bangor FC           | 36  | 30 | 11 | 6  | 13 | 45 | 52 | -7   |
| 10   | Ballymena United    | 35  | 30 | 8  | 11 | 11 | 37 | 50 | -13  |
| 11   | Ballyclare Comrades | 32  | 30 | 8  | 8  | 14 | 37 | 64 | -27  |
| 12   | Cliftonville FC     | 31  | 30 | 7  | 10 | 13 | 27 | 34 | -7   |
| 13   | Coleraine FC        | 29  | 30 | 7  | 8  | 15 | 35 | 57 | -22  |
| 14   | Newry Town          | 29  | 30 | 8  | 5  | 17 | 28 | 57 | -29  |
| 15   | Distillery FC       | 22  | 30 | 5  | 7  | 18 | 31 | 56 | -25  |
| 16   | Carrick Rangers     | 14  | 30 | 2  | 8  | 20 | 24 | 78 | -54  |

| Légende : Qualifications et relégations | Légende : Qualifications et relégations                                      |
| --------------------------------------- | ---------------------------------------------------------------------------- |
|                                         | Ligue des champions de l'UEFA 1992-1993                                      |
|                                         | Coupe d'Europe des vainqueurs de coupe 1992-1993                             |
|                                         | Coupe UEFA 1992-1993                                                         |
|                                         | Relégation en deuxième division                                              |
|                                         | T : Tenant du titre C : Vainqueurs de la Coupe d'Irlande du Nord de football |

## Bilan de la saison
| Tableau d'Honneur                         |              |
| Compétition                               | Vainqueur    |
| Championnat d'Irlande du Nord de football | Glentoran FC |
| Coupe d'Irlande du Nord de football       | Glenavon FC  |

| Promotions et relégations |       |
| Relégués                  | Aucun |
| Promus                    | Aucun |

## Statistiques

### Meilleur buteur
- Stephen McBride, Glenavon FC, 18 buts
- Harry McCourt, Omagh Town, 18 buts